# Застава Квебека
Застава Квебека је такође позната као „цвет љиљана“ (фр. Fleurdelisé). Усвојиле су је власти провинције Квебек током владавине Мориса Дуплесија. Први пут је подигнута 21. јануара 1948. године на згради Парламента у граду Квебеку.
„Цвет љиљана“ преузима бели крст са старих краљевских застава Француске, а беле љиљане и плаво поље са заставе поштовања према Девици Марији коју су према предању носили припадници француско-канадске милиције у бици код Каријона (данас Тајкондерога, Њујорк). Супротно уобичајеном веровању, љиљани нису преузети са краљевских застава у Француској, јер су тамо коришћени златни. Бели љиљани овде симболишу чистоту, а првобитно су симболизовали Девицу Марију. 